# Бебу, Ила
Ила Бебу (фр. и нем. Ihlas Bebou; родился 23 апреля 1994 года в Сокоде, Того) — тоголезский и немецкий футболист, вингер клуба «Хоффенхайм» и сборной Того.

## Клубная карьера
Бебу — воспитанник дюссельдорфской «Фортуны». 15 сентября 2013 года в матче против дрезденского «Динамо» он дебютировал во Второй Бундеслиге. 17 апреля 2015 года в поединке против «Ингольштадт 04» Ила забил свой первый гол за «Фортуну».
Летом 2017 года Бебу перешёл в «Ганновер 96», подписав контракт на 4 года. Сумма трансфера 5 млн евро. 9 сентября в матче против «Вольфсбурга» он дебютировал в Бундеслиге. 15 сентября в поединке против «Гамбурга» Ида забил свой первый гол за «Ганновер 96».

## Международная карьера
4 сентября 2016 года в товарищеском матче против команды Джибути Бебу дебютировал за сборную Того.
В начале 2017 года Ила в составе национальной сборной принял участие в Кубке африканских наций в Габоне. На турнире он сыграл в матчах против команд Кот-д’Ивуара, Марокко и ДР Конго.